# William Jenkinson
William "Bill" Jenkinson (2 tháng 3 năm 1892 - 3 tháng 4 năm 1967) là một cầu thủ bóng đá người Anh thi đấu ở vị trí hậu vệ cho Liverpool và  Wigan Borough.